# دفتر اقدام
دفتر اقدام (به انگلیسی: Action Office) مجموعه‌ای از مبلمان است که توسط رابرت پراپست طراحی شده و توسط شرکت هرمان‌میلر تولید و به بازار عرضه شده است. اولین بار در سال ۱۹۶۴ میلادی به عنوان خط تولید دفتر اقدام I معرفی شد، سپس با سری دفتر اقدام II جایگزین شد، این یک طراحی تأثیرگذار در تاریخ «مبلمان قراردادی» (مبلمان اداری) است. سری دفتر اقدام II مفهوم فضاهای کاری منعطف و نیمه بسته را معرفی کرد که اکنون بیشتر به عنوان کیوبیکل شناخته می‌شود. همه طرح‌های اداری کیوبیکل را می‌توان به خطوط تولید دفتر اقدام هرمان‌میلر ردیابی کرد.

## تاریخچه
در سال ۱۹۶۰ میلادی هرمان‌میلر شرکت تحقیقاتی هرمان‌میلر را ایجاد کرد و سازمان جدید را تحت نظارت جورج نلسون تحت سرپرستی فعالیت‌های روز-به-روز رابرت پراپست قرار داد. هر چند نلسون در پردیس اصلی هرمان‌میلر در زیلند، میشیگان، باقی ماند، ولی پراپست و شرکت تحقیقاتی هرمان‌میلر در ان آربور، میشیگان مستقر شدند (آن را در مجاورت پردیس دانشگاه میشیگان قرار دادند). مأموریت شرکت تحقیقاتی هرمان‌میلر رسیدگی به مشکلات خود مبلمان نبود، بلکه حل مشکلات مربوط به استفاده از مبلمان بود. اولین پروژهٔ بزرگ این شرکت ارزیابی «دفتر» بود که در طول سدهٔ بیستم میلادی تکامل یافته بود — به ویژه نحوهٔ عملکرد آن در دههٔ ۱۹۶۰ میلادی. مطالعات پراپست شامل یادگیری در مورد روش‌های کار افراد در یک دفتر، نحوه انتقال اطلاعات و چگونگی تأثیر چیدمان دفتر بر عملکرد آن‌ها بود. او با جوآن ایوانز (پژوهشگر زینت و الگو)، تری آلن و کارل فراست (روانشناسان دانشگاه ایالتی میشیگان)، رابرت سامر (که تأثیرات فضاهای مختلف بر سلامت روان را بررسی کرد)، ادوارد تی. هال (انسان‌شناس و نویسندهٔ کتاب ۱۹۵۹، زبان خاموش) و همچنین با تعدادی از متخصصان، از جمله ریاضیدانان و روانشناسان رفتاری مشورت کرد.

### دفتر اقدام I
پراپست و شرکت تحقیقاتی هرمان‌میلر طرحی را برای رسیدگی به مشکلاتی که کارمندان اداری آن زمان را آزار می‌داد، تدوین کردند، که تیم جورج نلسون آن را در قالب دفتر اقدام I دریافتند. این طرح در سال ۱۹۶۴ میلادی در مجموعۀ هرمان‌میلر معرفی شد. دفتر اقدام I دارای میزها و فضاهای کاری با ارتفاع متفاوت بود که به کارگر آزادی حرکت و انعطاف‌پذیری برای به دست آوردن موقعیت کاری مناسب برای کار را می‌داد. دفتر اقدام I به‌ طور ایده‌آل برای دفاتر کوچک حرفه‌ای مناسب بود که در آن مدیران و کارمندان اغلب با استفاده از اثاثیه یکسان در تعامل بودند. با این حال، دفتر اقدام I گران بود، مونتاژ آن دشوار بود و برای دفاتر در شرکت‌های بزرگ مناسب نبود. با وجود کاستی‌های دفتر اقدام I، نلسون برندۀ جایزۀ الکوآ برای طراحی محصول شد و از ذکر سهم پراپست غافل شد.

### دفتر اقدام II
پس از فروش ضعیف دفتر اقدام I، پراپست و نلسون دوباره به تابلوی طراحی بازگشتند و به دنبال ایجاد نسل بعدی، دفتر اقدام II بودند. برای چندین سال، پراپست و نلسون بر سر اینکه چه نوع محیط کاری به بهترین وجه برای یک کارمند اداری شرکتی مناسب است، جنگیدند. نلسون که نتوانست به توافق برسد، در نهایت از پروژه کنار گذاشته شد. با رفتن نلسون، پراپست آزاد بود تا مفهوم خود را از دفتری که قادر به تغییر مکرر، متناسب با نیازهای در حال تغییر کارمند بود، بدون نیاز به خرید اثاثیۀ جدید بررسی کند. او می‌خواست به کارمند اجازه دهد تا حدی از حریم خصوصی، و توانایی شخصی‌سازی محیط کار خود را بدون تأثیرگذاری بر محیط کارگران اطراف خود، فراهم کند. پراپست تشخیص داد که مردم در یک منطقۀ قلمرویی که می‌توانند شخصی‌سازی کنند، بهره‌وری بیشتری دارند، اما همچنین به مناظر خارج از فضای خود نیاز دارند. کانسپت او «پشتیبان» بود، یک تقسیم عمودی دو یا سه طرفه که قلمرو را تعریف می‌کرد و حریم خصوصی را بدون مانع از توانایی مشاهده یا مشارکت در رویدادهای خارج از فضا فراهم می‌کرد.
دفتر اقدام II حول واحد دیوار متحرک است که فضا را تعریف می‌کرد. این واحد همچنین از چندین مبلمان ایستگاه‌کاری که از فضای کار عمودی بهره می‌بردند، پشتیبانی می‌کرد. قطعات قابل تعویض، استاندارد و ساده برای مونتاژ و نصب بودند. مهم‌تر از آن، آن‌ها بسیار انعطاف‌پذیر بودند و به شرکت اجازه می‌دادند تا محیط کار را با تغییر نیازها تغییر دهد.
مجموعه دفتر اقدام II یک موفقیت بی‌سابقه بود که اغلب به عنوان تولد کیوبیکل مدرن از آن یاد می‌شود، و به سرعت توسط تولیدکنندگان دیگر کپی شد.

با وجود تبدیل شدن خط دفتر اقدام II به موفق‌ترین پروژه هرمان‌میلر، جورج نلسون از هرگونه ارتباط با پروژه فاصله گرفت. در سال ۱۹۷۰ میلادی، او نامه‌ای به رابرت بلیک، که معاون طراحی و ارتباطات شرکت هرمان‌میلر شده بود، ارسال کرد و در آن «اثر غیرانسانی‌کنندۀ سیستم به‌عنوان یک محیط کاری» را توصیف کرد. او احساس خود را اینگونه خلاصه کرد:
نیازی نیست منتقدی با درک خاص باشد تا متوجه شود که ای‌او-II قطعاً سیستمی نیست که محیطی شاد برای مردم به‌ طور کلی ایجاد کند. اما برای برنامه‌ریزانی که به دنبال راه‌هایی برای جمع کردن حداکثر تعداد بدن هستند، برای «کارمندان» (در مقابل افراد)، برای «پرسنل»، زامبی‌های شرکتی، مردگان متحرک، اکثریت خاموش. یک بازار بزرگ.
نلسون هرچقدر هم که ممکن است تحقیرآمیز بوده باشد، در بیان اینکه «بازار بزرگتری» برای دفتر اقدام II وجود خواهد داشت، درست گفته است. تا سال ۲۰۰۵ میلادی کل فروش به ۵ میلیارد دلار رسید.

### ساختارهای منسجم
آخرین مشارکت پراپست در مجموعۀ دفتر اقدام مجموعه‌ای از مبلمان بود که به‌طور خاص برای محیط بیمارستان و آزمایشگاه طراحی شده بود. مجموعه‌ای از کانتینرها، قاب‌ها، چرخ دستی‌ها، وسایل ذخیره‌سازی و ریل‌ها که به عنوان ساختارهای منسجم شناخته می‌شوند، در سال ۱۹۷۱ میلادی معرفی شدند. آن‌ها که برای ساده کردن عملکردهای خدماتی یک محیط بیمارستانی طراحی شده بودند، بسیار موفق بودند تا زمانی که ظهور سیستم‌های کامپیوتری متمرکز، چنین قابلیت حمل اسناد فیزیکی را منسوخ کرد.

### اتواسپیس
طراحی شده توسط جک کلی، که بر روی طراحی هر دو دفتر اقدام I و دفتر اقدام II کار می‌کرد، اتواسپیس عناصر دیواری سیستم دفتر اقدام II را تقویت کرد. کلی واحدهای دیوار را به کاشی‌های بسیار متنوع — اما استاندارد — تغییر داد که می‌توانستند به سادگی در یک قاب قرار بگیرند و با کلاهک‌های انتهایی تکمیل شوند. با انتخاب کاشی‌های جدید اتواسپیس، می‌توان به سرعت رنگ، بافت، عملکرد و ویژگی فضای کاری را بدون از بین بردن قاب یا اختلال در کار تغییر داد.

## اولین نصب‌ها
اولین دفاتری که محصولات دفتر اقدام را ترکیب کردند در بانک ذخیره فدرال نیویورک بود که در سال ۱۹۶۳ میلادی با جورج نلسون و هرمان‌میلر برای طراحی فضای اداری نوآورانه‌ای که می‌تواند کارایی را در یک منطقۀ کوچک به حداکثر برساند قرارداد بسته بود. طرح به دست آمده بر اساس سی‌پی‌اس (سیستم پانل جامع) نلسون بود و دارای «غلاف‌هایی» از چهار کیوبیکل بود که در یک الگوی صلیب شکسته چیده شده بودند، هر یک با میز L شکل و انباری بالای سر. عکس‌های باقی‌مانده از دفاتر بانک ذخیرۀ فدرال طرحی را نشان می‌دهند که تفاوت چندانی با کیوبیکل امروزی ندارد.
در سال ۱۹۶۴ میلادی از این طرح برای کلینیک پزشکی زنان در لافایت، ایندیانا و در دفاتر طراحی خود نلسون در نیویورک استفاده شد.

## دفتر اقدام امروز
سری دفتر اقدام I در سال ۱۹۷۰ میلادی از مجموعه هرمان‌میلر حذف شد. در سال ۱۹۷۸ میلادی خط دفتر اقدام II به سادگی به دفتر اقدام تغییر نام داد. هرمان‌میلر آن را به عنوان «اولین سیستم اداری طرح باز در جهان» توصیف می‌کند و مدعی یک پایگاه نصب شدۀ ۵ میلیارد دلاری است.
در سال ۱۹۸۵ میلادی کنگرۀ جهانی طراحی، دفتر اقدام را به عنوان «مهم‌ترین طرح از سال ۱۹۶۰ میلادی» نامگذاری کرد.
تغییرات اخیر در دفتر اقدام شامل افزایش فضای ذخیره‌سازی و فضای کاری مشترک بیشتر است. موزۀ هنر مدرن نیویورک در سال ۲۰۰۱ میلادی، ریزالو را طرحی که در سال ۱۹۹۹ میلادی از تکنولوژی و زوایای ۱۲۰ درجه استفاده می‌کرد، به مجموعۀ دائمی موزه اضافه کرد.
در سال ۱۹۹۷ میلادی، رابرت پراپست گفت که امیدوار است ایده‌اش «به کارمندان دانش محیطی انعطاف‌پذیرتر و روان‌تر از جعبه‌های پر پیچ و خم دفاتر بدهد»، اما از اینکه ایده‌اش تا حدودی به همین شکل تبدیل شده، متأسف است. «کیوبیکل‌کردن افراد در شرکت‌های مدرن، یک جنون یکپارچه است».

## در رسانه‌ها
اثاثیۀ دفتر اقدام در بسیاری از فیلم‌های منتشر شده در سی سال گذشته ظاهر شده است. اولین فیلمی که محصولات دفتر اقدام را به نمایش گذاشت، فیلم استنلی کوبریک، ۲۰۰۱: یک ادیسه فضایی بود که در سال ۱۹۶۸ میلادی اکران شد. در این فیلم از یک میز رول-تاپ سفید دفتر اقدام I در قسمت پذیرش ایستگاه فضایی استفاده شده است.